# Göteborgs kvinnliga diskussionsklubb
Göteborgs kvinnliga diskussionsklubb (GKDK) är en av Sveriges kvinnoorganisationer. Den startade 1911 som en  politiskt obunden bildningsförening med målsättningen att utveckla samhörighet mellan kvinnor ur skilda samhällsskikt och väcka intresse för och sprida kunskap om samhällsfrågor. Klubben är fortfarande verksam.

## Bakgrund
GKDK:s liksom även andra kvinnoföreningars tillkomst är kopplad till frågan om kvinnors rösträtt. År 1884 motionerade den liberale riksdagsmannen Fredrik T. Borg för första gången i frågan i Sveriges riksdag. Men idén om kvinnlig rösträtt vann då inte ens allmänt stöd från tidens kvinnorörelser. Uppfattningen var att kvinnor först skulle skolas i samhällsfrågor för att kunna utnyttja sin rösträtt riktigt. Kvinnoföreningars arbete  sågs som en möjlig väg till ökad kunskap. Vid tiden för GKDK:s grundande 1911 diskuterades frågan om folkbildning allmänt. Kvinnor fanns bland de nya röster som hördes i offentligheten och som behövde verktyg för att kunna delta i debatten.
Våren 1910 kom  fyra kvinnor med olika politiska åsikter samman för att förbereda det som blev GKDK. Grundarna var Maria Larsen, bibliotekarie vid Dicksonska folkbiblioteket, Elin Almblad, kontorschef och ordförande för Göteborgs kvinnliga kontoristförbund, Ebba Kunze,  postmästaren vid Olskrokens postkontor,  Ingeborg Dahllöf, författare och journalist på Göteborgs Morgonpost samt senare redaktör för Kvinnornas Tidning.
Ett konstituerande möte hölls den 23 mars 1911 i Chalmerska Institutet. Det var utannonserat i pressen och 200 intresserade slöt upp. På mötet bestämds att GKDK skulle vara en opolitisk bildningsförening och inte någon kampförening utåt. Genom bildning skulle inflytande i samhället uppnås. I stadgarna fastslogs bland annat: 
| ”                | Föreningen har till uppgift att väcka och utveckla samhörighetskänslan mellan kvinnor ur skilda samhällsställningar och meningsgrupper samt att, utan partitagande, söka hos dem framkalla intresse för och sprida kunskap om samhälleliga angelägenheter och deras handhafvande. Sitt mål söker föreningen uppnå genom diskussioner och föredrag samt klubbaftnar" | „ |
| – GKDK:s stadgar | |   |

## Verksamhet
GKDK:s verksamhet har i första hand byggt på föredrag med efterföljande diskussion i syfte att väcka intresse för sociala och kulturella frågor. 1926 tillfogades kulturella frågor så att föreningens intresseområde skulle omfatta det mesta som rör samhället. Förutom inbjudna talare har även GKDK:s egna medlemmar varit talare tack vare sina varierande erfarenheter och yrkeskunskaper. Helt i Ellen Keys anda har klubbens arbete gått ut på att medlemmarna bildade andra och blev bildade själva.

### Föredrag och diskussion om samhällsfrågor
Ämnen kopplade till pågående förändringar i samtiden har varit centrala. Diskussionerna har syftat till att öka kvinnornas samhälleliga inflytande. GKDK:s roll i samhällsdebatten har medverkat till att reformer förverkligats. Syftet har inte varit att komma överens i allt utan nå en gemensam ståndpunkt. Vissa diskussioner har lett till gemensamma resolutioner som publicerats i pressen.
Ett återkommande tema som diskuterats är äktenskapet. Kvinnornas villkor förändrades under 1900-talets första hälft genom lagar och reformer som handlade om äktenskapet. GKDK har deltagit i processen att ändra på arbetsmarknadens och familjelivets villkor. Kvinnors yrkes- och hemarbete har varit i fokus.
Andra frågor knutna till medborgerligt inflytande över lagar och reformer under 1900-talets första hälft har handlat om rösträttsfrågan, moderskapsförsäkring, pensionsfrågan, behörighetslagen, hembiträdesfrågan, bostadsfrågan och hemmets uppfostrande roll.

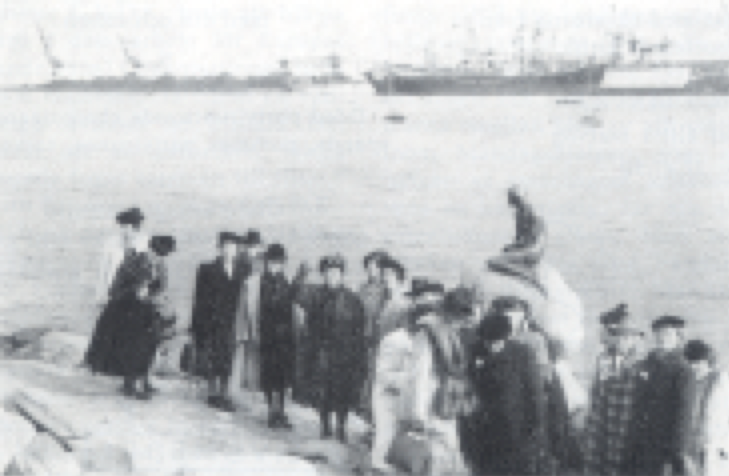
GKDK:s resa till Köpenhamn 1945.

### Föredrag och diskussion om kulturfrågor
I GKDK:s stadgar står att klubben skall väcka medlemmarnas intresse för både sociala och kulturella frågor. Teman med kulturanknytning har inte genomgående utgått från någon särskild problemställning. Däremot har vissa frågor haft en klar samhällsrelevans. Ett omdiskuterat ämne blev de nya massmediernas roll i samhället. Kultursmakens förflackning och massmediernas negativa inverkan på sin publik, inte minst den yngre, har flera gånger debatterats.
Litteraturens betydelse som bildningsbärare har varit ett annat intresse. Samtida författare har inbjudits för att tala om sitt författarskap eller om frågor av betydelse för litteraturen i samhället. Till GKDK:s bokkvällar var Moa Martinson en återkommande gäst. Bland andra kända författare som besökt klubben kan nämnas Karen Blixen, Karin Boye, Elsa Brändström, Sara Lidman, Harry Martinson och Sven Stolpe.
1943 arrangerade GKDK sin första konstkväll på temat Hur känner man igen god konst? Att utveckla det personliga skönhetssinnet blev ett centralt tema. Konstnären Saga Walli, medlem i klubben, föreläste gärna om konst, och ett föredrag handlade om hur det var att vara elev till Carl Wilhelmson.
På 1940-talet drog föredragen i genomsnitt en publik på 600-800. Föreningen omnämndes som en viktig del i Göteborgs kulturliv. Pressen skrev löpande om GKDK:s aktiviteter. 

### Andra diskussionsformer

#### Bordsdiskussioner
GKDK:s ordförande Nathalia Ahlström lanserade 1933 bordsdiskussioner efter föreläsningen. Medlemmarna delades i mindre grupper om tio med en värdinna. Vid premiären på Valand med 22 bord var tre inledande talare vidtalade. Ella Nordal talade om  föräldrauppfostran, Ruth Benzow om barnuppfostran och Jeanna Oterdahl, som också var medlem i klubben, om självuppfostran. Efter Ahlströms tid som ordförande upphörde formen.

#### Lilla diskussionsklubben
År 1937 bildades Lilla diskussionsklubben, också på Nathalia Ahlströms initiativ, för att träna medlemmarna i att tala offentligt. Vissa föredrag hade stor publik och många av deltagarna tvekade att motivera och försvara en ståndpunkt inför ett stort auditorium. I Lilla diskussionsklubben skulle också slutdiskuteras frågor som inte hunnits med vid ordinarie sammankomsten. Åtskilliga ämnen har  diskuterats, som teater, politik, skolor, hem, brottslighet och hemlöshet.

#### Studiecirklar
1935 startades en studiecirkel i mötesteknik på Margaretaskolan där ämnen som Hedens bebyggelse, hembiträdesfrågan och fria skolfrukostar debatterades. Cirklar i andra ämnen tillkom som engelska, franska och psykologi. Efter hand kunde man välja mellan ett tjugotal studiecirklar. 1940 gavs första konstcirkeln Gamla mästare med Göteborgs Konstmuseums intendent, Axel Romdahl, som cirkelledare. 1941 började GKDK med litteraturcirklar. Under 1990-talet försvann cirkelverksamheten på grund av konkurrens från studieförbunden. Däremot uppmärksammades fortsatt litterära och konstnärliga inslag via föreläsningsverksamheten.

#### Teaterbesök
GKDK hyrde ibland en hel föreställning på Göteborgs stadsteater av någon pjäs som lämpade sig som utgångspunkt för en diskussion. Den 5 april 1938 abonnerade klubben på August Strindbergs Dödsdansen som gavs på stora scenen. Den 13 april 1944 hyrdes Studion som gav Barnet är mitt av Leck Fischer, en pjäs som gav näring åt diskussion om ogifta mödrars ställning.

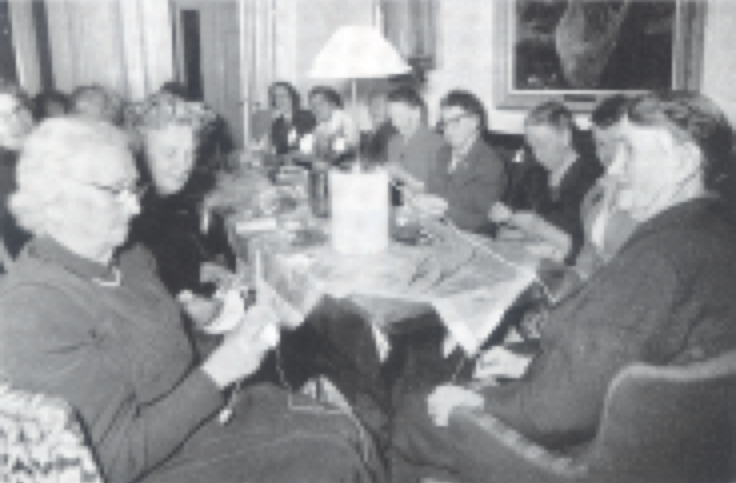
Måndagshjälpen i arbete.

### Hjälpverksamhet
Under kriget ordnade GKDK hjälpverksamhet för Finland och Norge. 1945 startade Måndagshjälpen efter en vädjan från Rädda Barnen att arbeta för Europas nödlidande. Under måndagsförmiddagarna stickade, virkade och sydde medlemmarna under den vanliga verksamheten. Måndagshjälpen fortsatte i flera decennier och breddades även men kom sedan att upphöra. Inget organiserat handarbete förekommer längre på GKDK.

### Medlemsantal
När GKDK grundades 1911 ingick 72 medlemmar. Den ökade konkurrensen från andra kvinnoföreningar i Göteborg blev svår och 1929 var medlemsantalet nere på 25. Med Nathalia Ahlström som ny ordförande 1930 vände utvecklingen drastiskt och 1940 hade GDKD 1690 medlemmar. När hon avgick 1952 var antalet 2000 medlemmar och 800 köade för medlemskap. GKDK var vid den tiden Sveriges största kvinnoförening. Allt eftersom fler kvinnor började yrkesarbete sjönk medlemstalet och 1992 hade GKDK 400 medlemmar. Samma antal uppger GKDK år 2020.

### Lokaler
1942 skaffade GKDK en egen lokal för sekretariatet, en fyrarumslägenhet på Erik Dahlbergsgatan 6, där även Lilla diskussionsklubben och studiecirklarna träffades. I lokalerna startades också ett bibliotek som flyttats med till nya adresser. 1958 flyttade klubben till en lägenhet på Viktoriagatan 11. Från 1992 håller klubben till i Sjömanskyrkan vid Stigbergstorget  med föredrag och samkväm.

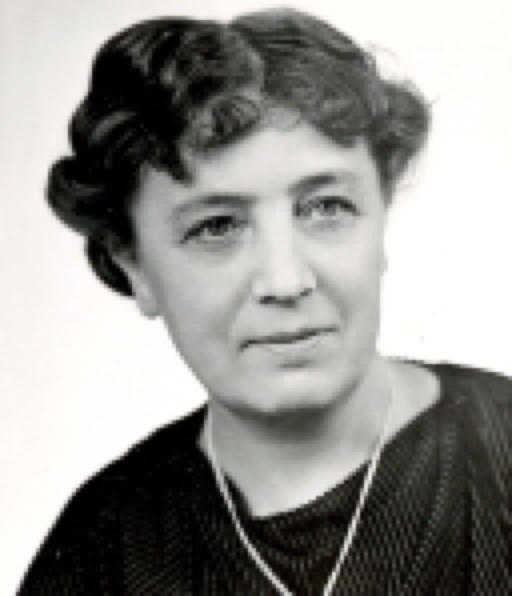
Nathalia Ahlström, ordförande 1930–1952.

### Ordförande
- Anna Lessel 1911–1916
- Hilma Ahlenius 1916 1921
- Bertha Burman-Andersson 1921–1923
- Ingeborg Dahllöf 1923–1926
- Rut Adler 1926–1929
- Nathalia Ahlström 1930–1952
- Maj Kullenberg 1952–1984
- Ulla Hubendick 1984–1988
- Rigmor Ekström 1988–1992
- Gunvor Liss 1992–2007
- Birgitta Berglund Nilsson 2007–2011
- Kerstin Fabiansson 2011–2024
- Susanne Fransson 2024–

2001 hedrades två av GKDK:s ordförande med gatunamn i Göteborg: Nathalia Ahlströms Gångväg och Maj Kullenbergs Gångväg i Kungsparken.

### Exempel på inledande föredrag

#### Samhällsfrågor[26]
| Titel/Tema                                                      | Talare                               | År   | Åhörare                            |
| --------------------------------------------------------------- | ------------------------------------ | ---- | ---------------------------------- |
| Lagförslaget om moderskapsförsäkring                            | Gerda Meyerson                       | 1912 | 300 i Gamla Högskolans samlingssal |
| Ålderdomsförsäkringskommitténs förslag                          | Anna Lessel                          | 1913 |                                    |
| Förståndiga äktenskap                                           | Thit Jensen-Fenger                   | 1916 | Fullsatt i Chalmers högtidssal     |
| Kvinnornas nya samhällsplikter                                  | Anna-Stina Alkman                    | 1919 |                                    |
| En tankeställare inför äktenskapet                              | Eva Andén                            | 1927 | Fullsatt i Chalmers högtidssal     |
| Ett aktuellt bostadsproblem                                     | Therese Svensson                     | 1927 |                                    |
| Behörighetslagens konsekvenser i fråga utbildning och befordran | Mathilda Staël von Holstein          | 1928 |                                    |
| Skolan och personlighetsdaningen                                | Honorine Hermelin                    | 1928 |                                    |
| Kvinnorna och förvärvsarbetet                                   | Bertha Burman-Andersson              | 1928 |                                    |
| Kvinnan i hem och arbete                                        | Karin Kihlman                        | 1935 |                                    |
| Äktenskapet i lagen och livet                                   | Georg Stienstedt Ruth Stienstedt     | 1937 | Fullsatt i Valands stora ordenssal |
| Vad hustruns arbete i hemmet är värt                            | Alice Jeansson                       | 1937 |                                    |
| Vi och de unga                                                  | Hedvig Lidforss-Strömgren            | 1938 |                                    |
| Ömsesidig förståelse. "Vanartiga föräldrar"                     | Stina Palmborg Jakob Billström       | 1939 | 700 i Konserthusets stora sal      |
| Hur önskar vi vår bostad?                                       | Anna Mohr-Branzell Anna-Stina Alkman | 1939 |                                    |
| Äktenskap och skilsmässor                                       | Gunni Hermelin Ruth Stienstedt       | 1942 |                                    |
| Vårt ansvar inför ungdomen                                      | Stina Bergman Elsa Nyblom            | 1942 |                                    |
| Hembiträdenas arbetstid                                         | Viola Sandell Gertrud Wiklund        | 1943 |                                    |
| Tillämpningen av den nya hembiträdeslagen                       | Olivia Nordgren                      | 1944 |                                    |
| Giftas eller inte giftas – det är frågan                        | Vera Siöcrona Gallie Åkerhielm       | 1954 | 600                                |

#### Kulturfrågor[26]
| Titel/tema                                                                                            | Talare                                                  | År   | Åhörare                         |
| Den egna produktionen och konst i allmänhet                                                           | Siri Derkert Vera Nilsson Ninnan Santesson Karin Parrow | 1940 |                                 |
| Vår egen värld och böckernas                                                                          | Anna Lenah Elgström                                     | 1941 | Över 1000                       |
| Radion kulturfara eller kulturfaktor?                                                                 | C.A. Dymling                                            | 1941 |                                 |
| Sikta mot stjärnorna, en dialog om bok och film                                                       | Dagmar Edqvist Hasse Ekman                              | 1942 | 800 i Lisebergs Rotunda         |
| Hur känner man igen god konst?                                                                        | Axel Romdahl                                            | 1943 |                                 |
| Hundraårsminnet av Esaias Tegnérs död                                                                 | Anton Blanck                                            | 1946 | Fullsatt i Göteborgs konserthus |
| Dikten och den moderna världsbilden                                                                   | Harry Martinson                                         | 1948 |                                 |
| Skall man smussla eller sockra in de värdefulla programpunkterna i radioutsändningarna, det är frågan | Elof Ehnmark                                            | 1951 |                                 |
| Industriell formgivning                                                                               | Sigvard Bernadotte                                      | 1958 | Cirka 600                       |
| Gösta Sandels har kommit hem                                                                          | Bengt Lagerkvist                                        | 1998 |                                 |